# Youcef Belaïli
Mohamed Youcef Belaïli (arabiska: محمد يوسف بلايلي), född 14 mars 1992 i Oran, är en algerisk fotbollsspelare som spelade senast för franska AJ Ajaccio.